# Bar-sur-Aube
Bar-sur-Aube je francouzská obec v departementu Aube v regionu Grand Est. Žije zde přibližně 4 700 obyvatel. Je centrem arrondissementu Bar-sur-Aube a kantonu Bar-sur-Aube.